# Retranchement

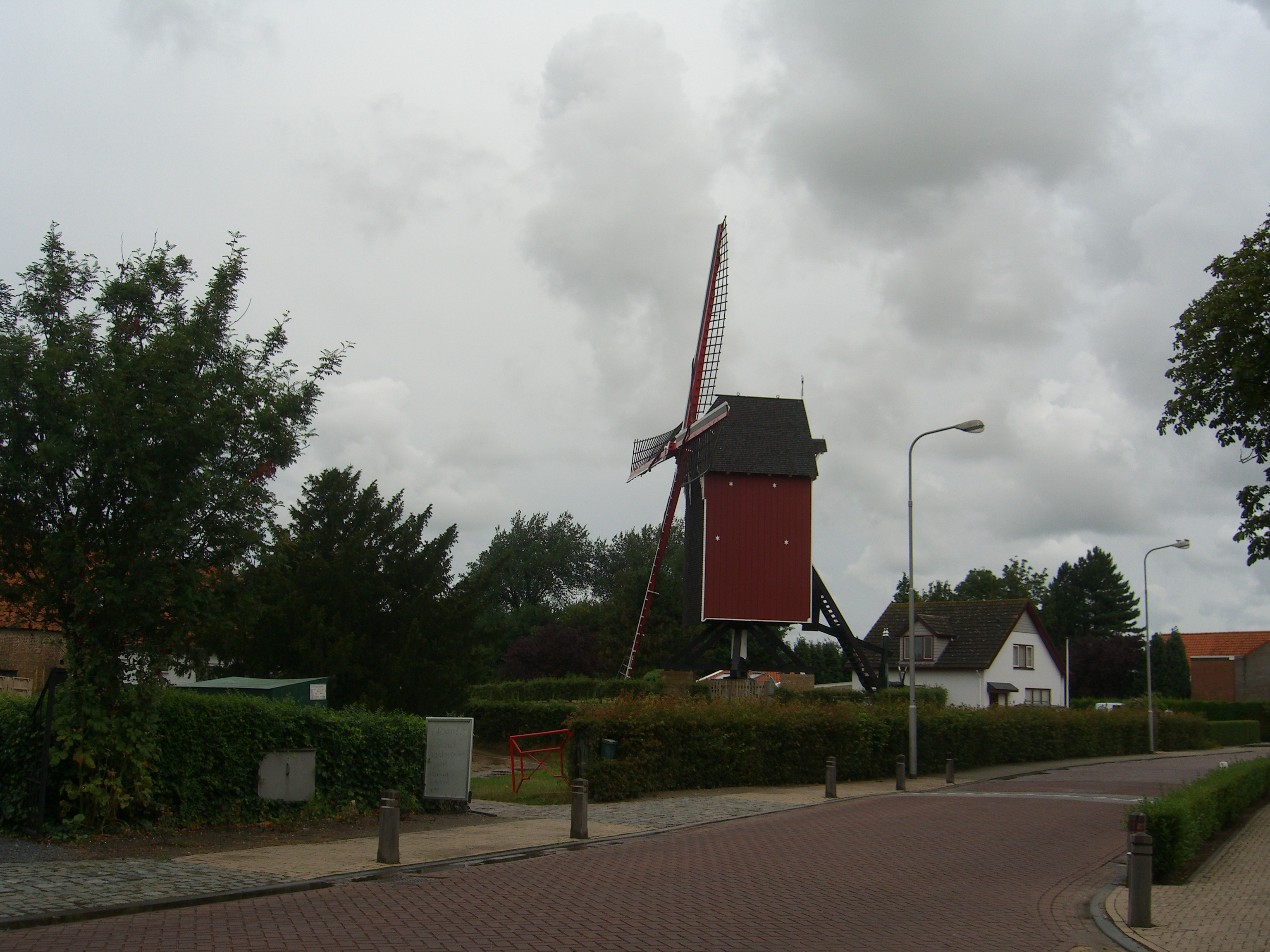
Mühle in Retranchement (erbaut 1643)

Retranchement ist ein Dorf in der Gemeinde Sluis, die sich in Zeeuws Vlaanderen in der niederländischen Provinz Zeeland befindet. Es liegt zwischen der belgischen Stadt Knokke und dem niederländischen Dorf Cadzand. Im Jahr 2024 hatte Retranchement 265 Einwohner.
Retranchement – das französische Wort für Verschanzung – wurde 1604 von Prinz Maurits (Moritz von Oranien) nach seiner Einnahme des Ortes Sluis gegründet, um die Mündung des Meeresarmes Zwin – die damalige Verbindung zwischen der Nordsee und der nunmehr belgischen Stadt Brügge – gegen spanische Kräfte zu sichern. Reste der Befestigungen Oranje und Nassau sind noch gut zu sehen.